# Жанна Бонапарт
Жанна Бонапарт (25 вересня 1861 , Orval Abbeyd, Валлонія  — 25 липня 1910 , Париж ) — внучата племінниця короля Франції Наполеона I та єдина донька П'єра Наполеона Бонапарта від його дружини Елеонори-Жюстін Руфлін, одружена з Крістіаном де Вільневом-Есклапоном. Добре відома у французькому суспільстві як художниця та скульпторка.

## Біографія

### Раннє життя
Жанна народилася 15 вересня 1861 року в абатстві Орваль у Бельгії. Була однією з п'яти дітей у родині, хоча у неї був лише один брат, який дожив до повноліття: Ролан Бонапарт. Вона народилася під час правління Наполеона III у Франції, але її родина ніколи не була добре прийнята при французькому імператорському дворі. Жанна була досить розумною та добре освіченою; в молодості багато подорожувала. Після повернення з бойових дій в Іспанії вона присвятила себе вивченню літератури та історії; її літературні твори викликали захоплення у критиків. Один спостерігач прокоментував їхнє весілля:

Жанна Бонапарт просунулася вгору по нефу, спираючись на руку свого брата... У неї мало приголомшливої краси своєї матері, хоча вона дуже на неї схожа, але вона висока, витончена на вигляд і має багато воронових волосків…

У Жанни і Крістіана було шестеро дітей.

### Подальше життя
У Жанни був паризький салон, який відвідували видатні письменники та художники, а також вершки американського суспільства того часу. Її чоловік, окрім політики, цікавився переважно окультизмом. Джордж Гревіль Мур, англійський офіцер, був сучасником Жанни. Він написав, що вона:

використовувалася для чудової демонстрації туалету на певних балах. Вона  відрізнялася своєю красою, більш у східному стилі; вона була дуже смаглява і мала блідий колір обличчя, але гарні чорні очі й довгі вії. Я пам'ятаю, як одного вечора всі юрмилися біля сходів, щоб побачити її приїзд на бал. Тоді вона одягла білу сукню, оздоблену ліліями, з надзвичайно довгим шлейфом і без жодних прикрас. Вона рідко, якщо взагалі, танцювала; її довгий шлейф ледве дозволяв зробити па.
21 листопада 1907 року Жанна була почесним свідком шлюбу своєї племінниці принцеси Марії Бонапарт з принцом Греції та Данії Георгом.
Жанна померла 25 липня 1910 року в Парижі на 49-у році життя.